# Michel Soutif

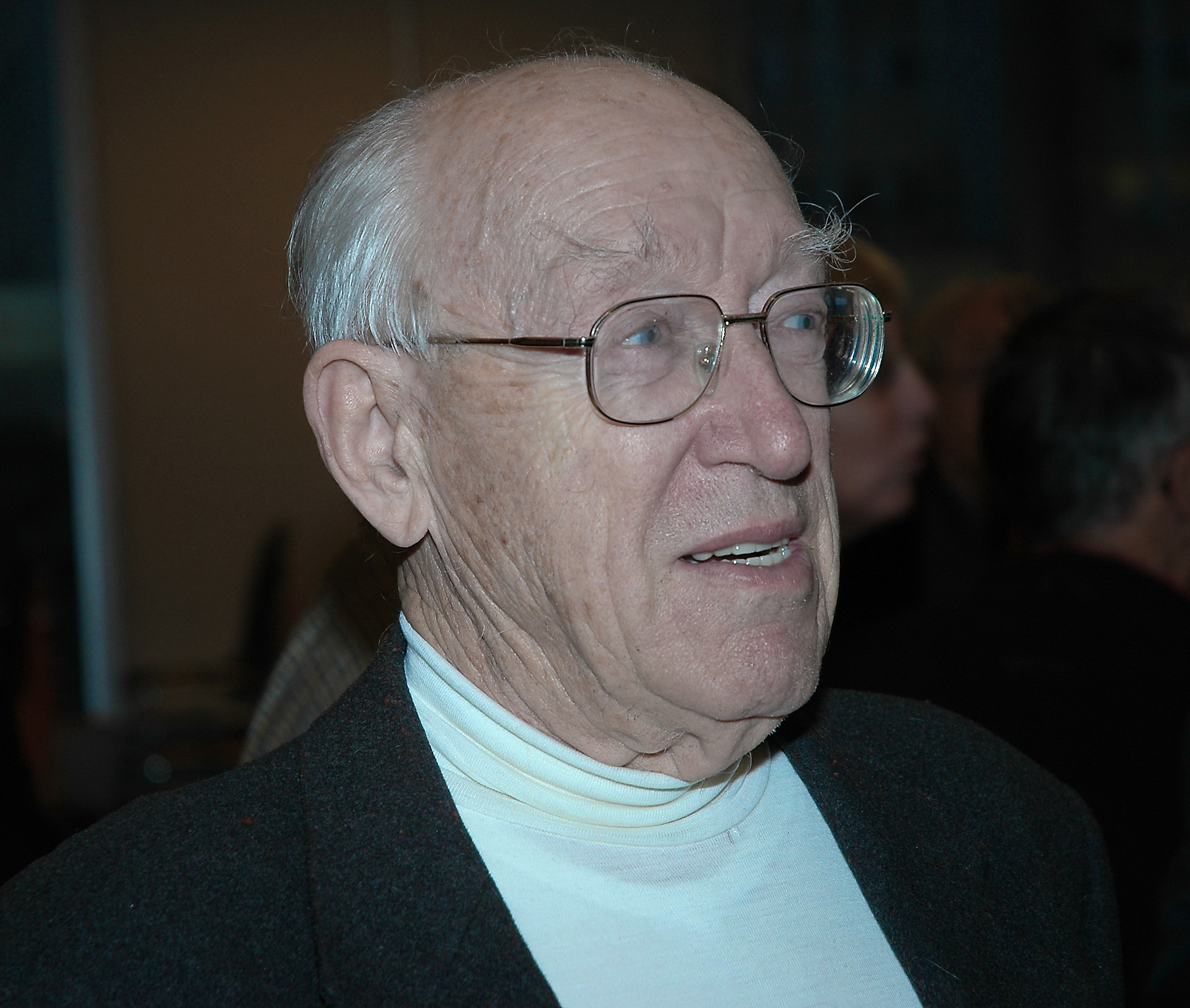
Michel Soutif 2002

Michel Soutif  (* 8. Juli 1921 in Paris; † 28. Juni 2016 in Meylan) war ein französischer Physiker. Er war wesentlich für den Ausbau von Grenoble zu einem Zentrum physikalischer Forschung verantwortlich.

## Leben
Soutif studierte von 1942 bis 1946 an der École normale supérieure (Paris) (ENS) mit der Agrégation 1946. Er wurde 1950 an der ENS promoviert. An der ENS gründete er das Hochfrequenz-Labor SACM (Societé alsacienne de constructions mécaniques), aus dem später Alcatel hervorging. 1948 baute er mit Hilfe des Centre national d'études des télécommunications (CNET) die erste Radiowellen-Telefonverbindung in Frankreich, die von Nizza nach Korsika ging. Auf Initiative von Louis Néel kam er nach Grenoble, wo er 1955 bis 1963 die Sektion Génie Atomique am Polytechnikum leitete, 1958 Professor wurde und 1958 Gründer des Laboratoire de Spectrométrie Physique war, das er bis 1971 als Direktor leitete. Er unterstützte die Beteiligung der Wissenschaftler seines Labors am 1967 auf Initiative von Louis Néel und Heinz Maier-Leibnitz gegründeten Institut Laue-Langevin und er überzeugte auch den mit ihm befreundeten William Hewlett, einem der Gründer von Hewlett-Packard, eine Forschungseinrichtung von HP in Grenoble zu eröffnen. Außerdem war er wesentlich daran beteiligt, das deutsch-französische Radioteleskop Institut de radioastronomie millimétrique (IRAM) nach Grenoble zu holen und in den 1980er Jahren gelang es ihm, die European Synchrotron Radiation Facility (ESRF), ursprünglich für Straßburg vorgesehen, nach Grenoble zu holen. 1971 bis 1976 war er Direktor der neu gegründeten Universität Joseph Fourier Grenoble I.
Als Physiker befasste er sich mit Kernspinresonanz (NMR), Mikrowellen, Neutronenphysik, Radiotechnologie, Instrumentenbau, Elektronik und Wissenschaftsgeschichte (mit zwei Büchern über chinesische Wissenschaftsgeschichte).
1971 war er Präsident der Société Francaise de Physique (SFP). 2004 erhielt er den großen Preis für die Wissenschaftskooperation zwischen China und Frankreich von der Volksrepublik China und den Villemot Preis der Académie des Sciences. 1979 erhielt er den Prix des trois physiciens.

## Schriften (Auswahl)
- La Spectroscopie hertzienne, Dunod 1960
- Physique neutronique, PUF 1962
- Vibrations, propagation, diffusion, Dunod Université, 1970
- Asie, source de sciences et de techniques, PUG/EDP, 1994
- Naissance de la physique, de la Sicile à la Chine, EDP, 2002
- Grenoble, carrefour des sciences et de l’industrie, Patrimoine du DL, 2005
- Fondements des civilisations de l’Asie, EDP, 2009.